# Grevillea elbertii
Grevillea elbertii är en tvåhjärtbladig växtart som beskrevs av Herman Otto Sleumer. Grevillea elbertii ingår i släktet Grevillea och familjen Proteaceae. Inga underarter finns listade i Catalogue of Life.